# بيبراس ناتخو
بيبراس ناتخو (بالعبرية: ביברס נאתכו‏) (مواليد 18 فبراير 1988) لاعب كرة قدم شركسي إسرائيلي يجيد اللعب في مركز الوسط ويلعب مع منتخب إسرائيل.
ناتخو مسلم، هاجر جد جده من القفقاس إلى الدولة العثمانيه بعد حرب القفقاس سنه 1864.
ولد في قريه كفر كما في الجليل الأسفل. عندما كان عمره 10 انتقل مع والديه إلى مدينة موديعين بسبب عمل والده.
ناتخو تزوج مع تاليا الشركسيه ولهما 3 اولاد والاخ الكبير اسمه اكرم مسمى على والد بيبرس اكرم الذي توفي في عام 2009.

## مسيرته الكروية
لعب بيبراس ناتخو خلال مسيرته الاحترافية مع 6 أندية في خمسة عشر موسمًا وسجل خلالها 61 هدفًا ضمن 351 مباراة. حيث فاز في ثلاثة مواسم بالكأس وفي موسمين بالدوري.
خاض بيبراس ناتخو مسيرته مع نادي هابوعيل تل أبيب في موسم 2006–07 ليلعب معه أربعة مواسم، مشاركًا في 92 مباراة سجل خلالها 5 أهداف. ثم انتقل إلى نادي روبين كازان في موسم 2010 ليلعب معه أربعة مواسم، حيث شارك في 104 مباراة سجل خلالها 21 هدفًا. لينتقل بعدها إلى نادي باوك في موسم 2013–14 لمدة موسم واحد، مشاركًا في 11 مباراة سجل خلالها هدفين. ثم انتقل إلى نادي سيسكا موسكو في موسم 2014–15 ليلعب معه أربعة مواسم، مشاركًا في 101 مباراة سجل خلالها 24 هدفًا. هذا وانتقل لاحقًا إلى نادي أولمبياكوس في موسم 2018–19 لمدة موسم واحد، مشاركًا في 21 مباراة سجل خلالها هدفًا واحدًا. ثم انتقل بعدها إلى نادي بارتيزان في موسم 2019–20 لمدة موسم واحد، مشاركًا في 22 مباراة سجل خلالها 8 أهداف.

### أهدافه الدولية
| الهدف | التاريخ        | المكان                                      | الخصم    | الهدف | النتيجة | المسابقة                     |
| ----- | -------------- | ------------------------------------------- | -------- | ----- | ------- | ---------------------------- |
| 1     | 7 سبتمبر 2012  | ملعب توفيق بهراموف الجمهوري، باكو، أذربيجان | أذربيجان | 1–0   | 1–1     | تصفيات كأس العالم 2014       |
| 2     | 9 سبتمبر 2019  | ملعب ستوزيتسه، ليوبليانا، سلوفينيا          | سلوفينيا | 1–1   | 2–3     | تصفيات بطولة أمم أوروبا 2020 |
| 3     | 31 مارس 2021   | ملعب زيمبرو، كيشيناو، مولدوفا               | مولدوفا  | 4–1   | 4–1     | تصفيات كأس العالم 2022       |
| 4     | 27 سبتمبر 2022 | ملعب تاكالي الوطنيـ تاقعلي، مالطة           | مالطا    | 1–0   | 1–2     | ودية                         |

## روابط خارجية
- بيبراس ناتخو على موقع الاتحاد الأوربي (الإنجليزية)
- بيبراس ناتخو على موقع قاعدة بيانات كرة القدم.إي يو (الإنجليزية)
- بيبراس ناتخو على موقع ناشيونال فوتبول تيمز (الإنجليزية)
- بيبراس ناتخو على موقع Soccerway.com (الإنجليزية)
- بيبراس ناتخو على موقع عالم كرة القدم.نت (الإنجليزية)
- بيبراس ناتخو على موقع AS.com (الإسبانية)